# Yordy Reyna
Pour les articles homonymes, voir Reyna.
José Yordy Reyna Serna, né le 17 septembre 1993 à Picsi (province de Chiclayo) au Pérou, est un footballeur international péruvien. Il joue au poste d'attaquant au Rodina Moscou, en prêt du Torpedo Moscou.

## Biographie

### En club

#### Débuts au Pérou
Yordy Reyna déménage à Lima à 14 ans, où il réalise un essai concluant pour intégrer les équipes de jeunes de l'Alianza Lima. Il y progresse jusqu'à intégrer l'équipe réserve. À son jeune âge, ses qualités offensives (vision du jeu, capacité à marquer des buts importants...) lui valent d'être comparé à son compatriote et aîné Jefferson Farfán.
En mars 2011, Reyna est promu en équipe première. Il fait ses débuts en championnat le 27 août 2011. Après deux apparitions en 2011, il devient un titulaire régulier lors de la saison 2012. Il inscrit son premier but, contre Sport Boys, le 18 mai. Il est nommé Jugador Revelacion de la saison. En 2013, il inscrit six buts en 17 matchs, dont celui, décisif, lors du derby face à Universitario de Deportes le 15 mars.

#### Arrivée en Europe

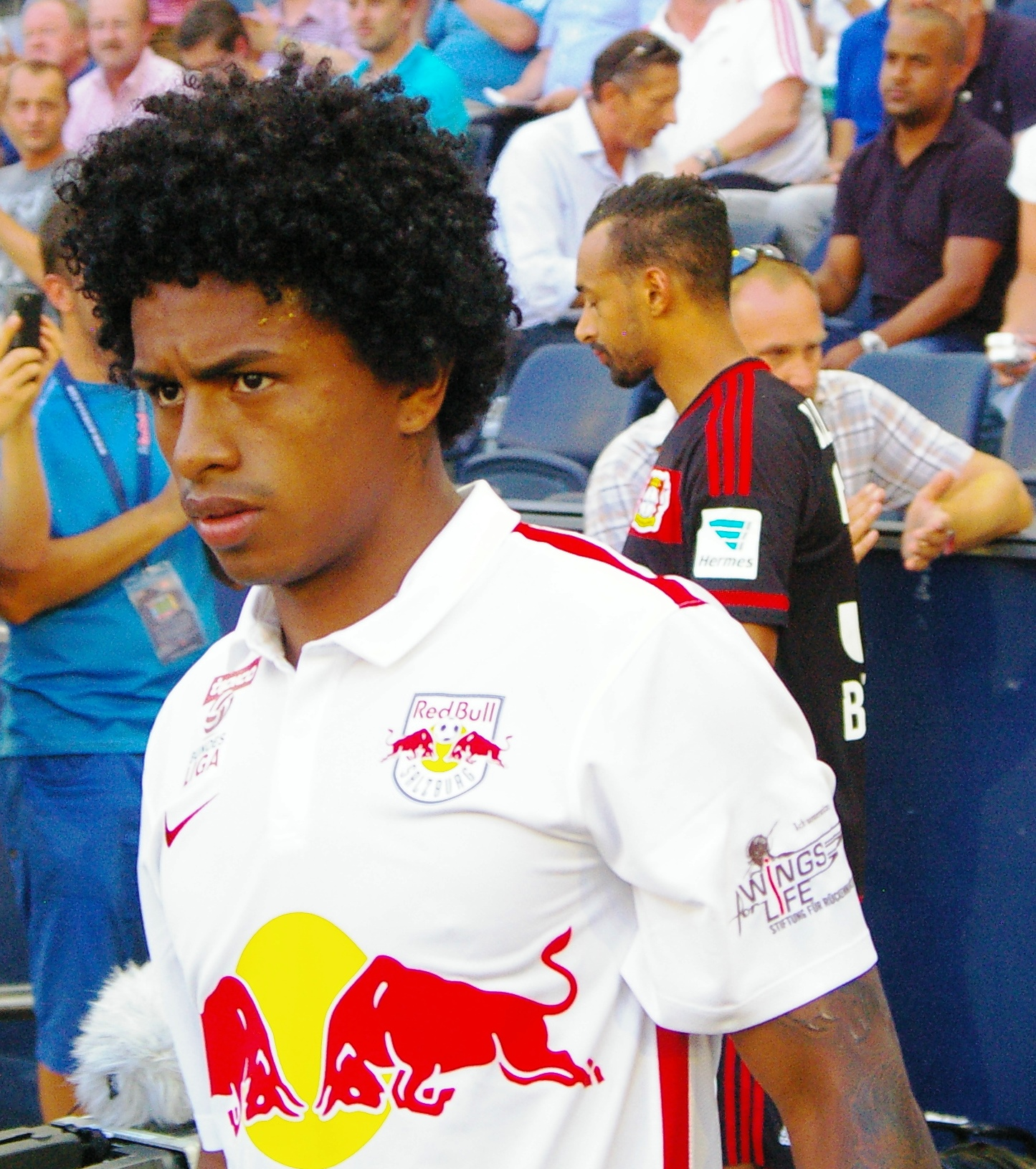
Reyna en 2015 sous le maillot de Salzbourg.

Pendant l'été 2013, Yordy Reyna est transféré au Red Bull Salzbourg en Autriche pour un montant estimé à deux millions d'euros. Afin de gagner en temps de jeu, il est prêté dans des clubs autrichiens plus modestes, le FC Liefering, filiale du Red Bull, puis le SV Grödig. En janvier 2015, il est prêté au RB Leipzig en deuxième division allemande, jusqu'à la fin de la saison.

#### Découverte de la MLS
Arrivé aux Whitecaps de Vancouver en 2017, Reyna y reste trois ans avant d'être transféré en 2020 pour 400 000 dollars à D.C. United.
Après deux saisons (2020 et 2021) à D.C. United, il signe au Charlotte FC en 2022. Le 26 février 2022, il fait ses débuts sous ses nouvelles couleurs contre D.C. United, s'inclinant 3-0. C'est par ailleurs le tout premier match disputé par son club en MLS.
Parmi les joueurs les mieux payés de son équipe, il est libéré par Charlotte le 17 février 2023, à l'aube de la saison 2023.

#### Passage en Russie
Peu de temps après, le 20 janvier 2023, il s'engage pour six mois, avec une année en option, en faveur du Torpedo Moscou, en première division russe.

### En sélection
Reyna joue avec la sélection nationale des moins de 20 ans le championnat d'Amérique du Sud de 2013 en Argentine. Il marque contre l'Uruguay, le Brésil,, le Paraguay et l'Équateur, deux fois,. Avec cinq buts, Reyna est le troisième meilleur buteur du tournoi derrière Nicolás Castillo et Nicolás López.
Le 22 mars 2013, Reyna fait ses débuts en sélection A face au Chili, en remplaçant le capitaine Claudio Pizarro. Il inscrit son premier but quatre jours plus tard en amical face à Trinidad-et-Tobago. Le 1er juin 2013, il récidive en amical face au Panama.
Il est sélectionné pour disputer la Copa América 2015. Le Pérou se classe troisième de la compétition, derrière le Chili et l'Argentine.

## Palmarès
| Red Bull Salzbourg - Championnat d'Autriche (3) : - Champion : 2014, 2016 et 2017. - Coupe d'Autriche (3) : - Vainqueur : 2014, 2016 et 2017. |  | Pérou - Copa América : - Troisième : 2015. |